# Рублёво (Ленинградская область)
Рублёво — деревня в Тосненском городском поселении Тосненского района Ленинградской области.

## История
РУБЛЁВО — деревня при реке Тосне, Рублёвского сельского общества, прихода села Марьина.

Дворов крестьянских — 21. Строений — 112, в том числе жилых — 34.

Число жителей по семейным спискам 1879 г.: 67 м. п., 64 ж. п.; по приходским сведениям 1879 г.: 63 м. п., 86 ж. п.;

Кузница. Жители занимаются пилкою и возкою дров. (1884 год)

В конце XIX — начале XX века деревня административно относилась к Марьинской волости 1-го стана 1-го земского участка Новгородского уезда Новгородской губернии.

РУБЛЁВО — деревня Рублевского сельского общества, дворов — 30, жилых домов — 25, число жителей: 67 м. п., 73 ж. п. 

Занятия жителей — земледелие, выпас телят, отхожие промыслы. Хлебозапасный магазин. (1907 год)

К 1913 году количество дворов в деревне Рублёво уменьшилось до 27.
Согласно военно-топографической карте Петроградской и Новгородской губерний издания 1917 года деревня называлась Рублёва и насчитывала 15 крестьянских дворов.
С 1917 по 1927 год деревня Рублёво входила в состав Любанской волости Новгородского уезда Новгородской губернии.
С 1927 года, в составе Андриановского сельсовета Любанского района Ленинградской области.
В 1928 году население деревни Рублёво составляло 133 человека.
С 1930 года — в составе Тосненского района.
По данным 1933 года деревня Рублёво входила в состав Андриановского сельсовета Тосненского района.

План деревни Рублёво. 1939 год

Согласно топографической карте 1939 года деревня называлась Рублево и насчитывала 21 двор.
С 1 сентября 1941 года по 31 декабря 1943 года деревня находилась в оккупации.
В 1965 году население деревни Рублёво составляло 89 человек.
По данным 1966 и 1973 годов деревня Рублёво также входила в состав Андриановского сельсовета.
По данным 1990 года деревня Рублёво входила в состав Тарасовского сельсовета.
В 1997 году в деревне Рублёво Тарасовской волости проживали 56 человек, в 2002 году — 68 человек (все русские).
В 2007 году в деревне Рублёво Тосненского ГП — 60 человек.

## География
Деревня расположена в центральной части района на автодороге 41К-882 (Ушаки — Гуммолово), к югу от центра поселения города Тосно.
Расстояние до административного центра поселения — 19 км.
Расстояние до ближайшей железнодорожной станции Ушаки — 17 км.
Деревня находится на правом берегу реки Тосна.

## В кинематографе
В 1978 году в деревня стала местом съёмок короткометражного фильма «Свояки» по рассказу Василия Шукшина.

## Демография
| 2007 | 2010 | 2017 |
| ---- | ---- | ---- |
| 60   | ↘48  | ↗56  |